# Brigate al-Quds
Le Brigate al-Quds (in arabo سرايا القدس‎?, Sarāyā al-Quds) costituiscono il braccio armato del Movimento per il Jihad Islamico in Palestina e sono attive in particolar modo nella Cisgiordania e nella Striscia di Gaza.
Si sostiene da parte di alcuni analisti che le Brigate al-Quds abbiano ricevuto le direttive dalla loro dirigenza, almeno fino allo scoppio della guerra civile insediata a Damasco. Le Brigate al-Quds hanno agito in special modo a Jenīn, ma le azioni israeliane contro le loro infrastrutture hanno comportato ingenti danni e perdite del gruppo e dal 2004 le Brigate appaiono notevolmente indebolite in quell'area.
Il 1º marzo 2006 Abū al-Walīd al-Dahdoh, un comandante dell'ala militare delle Brigate, è stato individuato e ucciso da una bomba o da un missile, in uno dei tanti omicidi mirati israeliani, mentre era alla guida di un'autovettura non distante dal ministero delle Finanze palestinese. Il 30 agosto 2006 il leader in Cisgiordania delle Brigate al-Quds, Ḥuṣām Jaradāt, è stato colpito e ucciso dalle Forze di Difesa Israeliane nella città di Jenīn.
Nella Striscia di Gaza, le Brigate al-Quds hanno continuato a implementare la loro capacità offensiva, colpendo ad esempio attacchi indiscriminati con razzi al-Quds su aree abitate da civili. Le Brigate al-Quds si battono per la distruzione militare d'Israele con mezzi terroristici, con lanci di razzi, di proiettili di mortaio e attentati suicidi dinamitardi. La comunità internazionale considera il ricorso ad attacchi indiscriminati sulle popolazioni civili e l'uso di scudi umani come contrari alle Convenzioni di Ginevra e illegittimi sotto il profilo del diritto internazionale.
Il loro fine è l'istituzione di uno Stato islamico e l'insediamento di Palestinesi in ciò che le Brigate al-Quds considerano la legittima patria palestinese, così come essa esisteva all'interno dei confini internazionalmente riconosciuto fino al 1948 e all'autoproclamazione dello Stato d'Israele da parte delle locali comunità ebraiche l'indomani della fine del Mandato britannico sulla Palestina. Esse rifiutano di partecipare al processo di pacificazione e ai negoziati tra le parti in causa.